# Victor Franconi
Pour les articles homonymes, voir Franconi.
Victor Franconi (né le 29 juin 1811 et mort le 21 juin 1897 à Paris) est un écuyer et artiste de cirque.

## Biographie
Il est un petit-fils d’Antonio Franconi, créateur du Cirque Franconi à Rouen en 1775.
Il prend des leçons d'équitation avec son père dès son plus jeune âge, si bien qu'à vingt ans, il est déjà décrit comme un écuyer accompli.
Il est le fondateur de l’Hippodrome. Durant les étés 1850, 1851 et 1852, il met en place les Arènes du Champ de Mars. Il dirige aussi le Cirque d'Hiver et le Cirque d'Été.
Il est aussi décrit comme un « écuyer remarquable », capable de monter aussi bien des chevaux jeunes et qui lui sont inconnus, que des chevaux mis.

## Elèves
L'écuyère Adelina Price est considérée comme l'une de ses meilleures élèves.